# موسى قريش
موسى حسين قريش /ˈmuːsə ˈkreɪʃ/ MOO-sə-_-KRAYSH؛ من مواليد 21 نوفمبر) هو ممثل ومخرج أمريكي، ظهر في العديد من أفلام هوليوود بما في ذلك فيلم ستيفن سبيلبرغ لعام 2005 وفيلم ميونخ. اشتهر بدوره كجني في مسلسل آلهة أمريكية.

## سيرة
وُلِد موسى ونشأ في عائلة فلسطينية في منطقة باي ريدج في بروكلين، نيويورك. وهو الأكبر بين تسعة أطفال. كان كرايش يذهب إلى مدرسة إسلامية في بروكلين أيام السبت حتى تم طرده بسبب مقالبه. درس أولاً ليصبح طبيبًا، ثم انتقل للعمل في إحدى شركات الإنترنت. بعد تخرجه من كلية بروكلين، أمضى عامين ونصفًا في دراسة المسرح في شركة المسرح الأطلسي التابعة لديفيد ماميت. بالإضافة إلى الظهور في العديد من الأفلام المستقلة والأفلام الهوليوودية في السنوات الأخيرة، قام كرايش أيضًا بأداء على خشبة المسرح في مهرجان نيويورك فرينج عام 2004 ومهرجان الكوميديا العربية الأمريكية عام 2005. وهو يقيم حاليًا في لوس أنجلوس، كاليفورنيا.

## فيلموغرافيا

### فيلم
| السنة | عنوان                      | الدور              |
| ----- | -------------------------- | ------------------ |
| 2005  | عربة دفع رجل               | الرجل في الكاروك   |
| 2005  | ميونيخ                     | بدران - محمد صفادي |
| 2007  | إنهاء اللعبة               | راجا               |
| 2007  | ملك كاليفورنيا             | بروس               |
| 2007  | -سوبر بادي                 | بيلي بايبرج        |
| 2008  | الخيار 3                   | البيسون            |
| 2008  | لا تعبث مع زوهان           | البشير             |
| 2008  | "فليج"                     | باتريك             |
| 2008  | اليوم الذي توقفت فيه الأرض | يوسف               |
| 2009  | السريع والغضب              | سائق سيلفيا        |
| 2009  | أرض التائهين               | (باري)             |
| 2009  | رابطة الأبطال الخارقين     | مساعد المعلم       |
| 2011  | العلاج                     | الموظف الليلي      |
| 2012  | قصص الغروب                 | توم                |
| 2012  | الصفر الخارق               | جيمي               |
| 2012  | في الليل                   | محمد               |
| 2012  | الديكتاتور                 | جندي واديان        |
| 2012  | تُبَدّلُ الغبار                | المزارع            |
| 2014  | إيكو بارك                  | ثيو                |
| 2019  | سيأتي اليوم                | مالك               |

### تلفزيون
| سنة  | عنوان             | دور                 | ملحوظات                     |
| ---- | ----------------- | ------------------- | --------------------------- |
| 2010 | دماء زرقاء        | خالد حسن            | الحلقة: ما تراه             |
| 2011 | تشاك              | داميان              | الحلقة: " تشاك ضد الموردر " |
| 2015 | أرض الوطن         | بهروز               | الحلقة: " تقاليد الضيافة "  |
| 2017 | الآلهة الأمريكية  | الجن                | 5 حلقات                     |
| 2023 | ستار تريك: بيكارد | طباخ يو إس إس تيتان | حلقة واحدة                  |

### ككاتب/مخرج
- كيفية صنع ورقة نقدية من فئة الدولار في بروكلين
- حب الأخ
- السلطة الرابعة

## روابط خارجية
- موسى قريش في قاعدة بيانات الأفلام على الإنترنت
- موسى قريش على برنامج قيد الحياة وليس ميتًا
- مقابلة بودكاست مع موسى كريش في Actors Off